# علیرضا مختاری
علیرضا مختاری همامی (زاده ۲ آبان ۱۳۵۶ در اصفهان) عضو تیم ملی دو و میدانی پارالمپیک اهل ایران است.
از افتخارات وی می‌توان به کسب مدال طلا در پرتاب دیسک و مدال نقره در پرتاب وزنه مسابقات بازی‌های پاراآسیایی هانگژو چین ۲۰۲۲ اشاره کرد.

## مدارک حرفه‌ای[۱۴]
- مدرک تحصیلی دکتری مدیریت ورزشی.
- کارشناسی‌ارشد مدیریت راهبردی ورزشی.
- کارشناسی تربیت بدنی و علوم ورزشی.
- مدرک مربی‌گری درجه ۳ دو و میدانی از فدراسیون دو و میدانی.
- مدرک مربی‌گری درجه ۳ دو و میدانی معلولین از فدراسیون ورزش‌های جانبازان و معلولین.
- دارای ثبت اختراع دیسک‌های ورزشی دو و میدانی.[۱۵]

## افتخارات
- کسب مقام چهارم و کسب سهمیه پارالمپیک ۲۰۲۴ پاریس در مسابقات جهانی پاریس ۲۰۲۳.[۱۶][۱۷]
- کسب مدال طلا در پرتاب دیسک مسابقات بازی‌های پاراآسیایی هانگژو چین ۲۰۲۲.[۱۸]
- کسب مدال نقره در پرتاب وزنه مسابقات بازی‌های پاراآسیایی هانگژو چین ۲۰۲۲.[۱۹]
- کسب مدال نقره در پرتاب وزنه مسابقات پارالمپیک توکیو ۲۰۲۰.[۲۰][۲۱]
- کسب مدال برنز پرتاب وزنه در مسابقات جهانی دو و میدانی معلولین دبی امارات و کسب سهمیه پارالمپیک توکیو ۲۰۲۰ در سال ۲۰۱۹.[۲۲][۲۳]
- کسب مدال برنز پرتاب وزنه در مسابقات فزاع در امارات ۲۰۱۹.[۲۴]
- کسب مدال طلا پرتاب وزنه و رکوردشکنی در مسابقات پاراآسیایی جاکارتا اندونزی ۲۰۱۸.[۲۵][۲۶]
- کسب مدال برنز پرتاب دیسک در مسابقات پاراآسیایی جاکارتا اندونزی ۲۰۱۸.[۲۷]
- کسب مدال طلا پرتاب وزنه و رکوردشکنی آسیایی در مسابقات جهانی لندن ۲۰۱۷.[۲۸]
- کسب مقام چهارم پرتاب وزنه پارالمپیک ریو ۲۰۱۶.[۲۹]
- کسب مدال طلا پرتاب دیسک در مسابقات آسیا و اقیانوسیه امارات ۲۰۱۶.[۳۰]
- کسب مدال نقره پرتاب وزنه در مسابقات آسیا و اقیانوسیه امارات ۲۰۱۶.[۳۱]
- کسب مقام چهارم پرتاب وزنه مسابقات جهانی دوحه قطر ۲۰۱۵.[۳۲]
- کسب مدال طلا پرتاب دیسک در مسابقات پاراآسیایی اینچئون کره‌جنوبی ۲۰۱۴.[۳۳]
- کسب مدال طلا پرتاب وزنه در مسابقات پاراآسیایی اینچئون کره‌جنوبی ۲۰۱۴.[۱]
- کسب مدال نقره پرتاب دیسک در مسابقات آزاد اروپا جمهوری چک ۲۰۱۱.
- کسب مدال برنز پرتاب وزنه در مسابقات آزاد اروپا جمهوری چک ۲۰۱۱.

## جوایز
- طرح ایده برگزیده پژوهشی کمیته ملی پارالمپیک در جشنواره دستاوردهای علمی در ورزش‌های پارالمپیک در سال ۱۳۹۶.[۱۵]